# Kyrios Sport
Kyrios (estilizado: KYRIOS, con mayúsculas) es una empresa paraguaya fabricante de accesorios, ropa y calzado deportivo, cuya sede principal está en Presidente Franco, Departamento de Alto Paraná, Paraguay, donde fue fundada en 1999. Actualmente auspicia a varios clubes de fútbol de la Primera División de Paraguay, como el Club Guarani, Club Sportivo Luqueño y el Club 2 de Mayo, además de proveer indumentarias deportivas a las categorías olímpicas y al equipo de Futsal del Club Vasco da Gama de Río de Janeiro, Brasil. De misma forma, viste otras disciplinas deportivas.
Kyrios cuenta con más de 30 sucursales en todo el país, siendo la marca deportiva más grande del Paraguay, y ganador del premio Top of Mind 2025. La empresa produce ropa deportiva, bolsos, y equipamiento para fútbol, rugby, básquetbol, vóleibol y tenis, entre otros accesorios.

Sucursal de Kyrios en la ciudad de Asunción, Paraguay